# Val Grande
Val Grande este o arie protejată (arie specială de conservare — SAC, sit de importanță comunitară — SCI, arie de protecție specială avifaunistică — SPA) din Italia întinsă pe o suprafață de 11.855 ha, integral pe uscat.

## Localizare
Centrul sitului Val Grande este situat la coordonatele 46°02′27″N 8°27′27″E / 46.040833°N 8.4575°E.

## Înființare
Situl Val Grande a fost declarat arie de protecție specială avifaunistică în octombrie 2006 pentru a proteja 1 specie de plante și 43 de specii de animale. Alte tipuri de protecție:
- sit de importanță comunitară (în septembrie 2008)
- arie specială de conservare (în noiembrie 2017)[1][3][4]

## Biodiversitate
Situată în ecoregiunea alpină, aria protejată conține 19 habitate naturale: Liziere de ierburi înalte hidrofile de câmpie și de nivel montan până la alpin, Păduri de fag Luzulo-Fagetum, Mlaștini turboase de tranziție și turbării mișcătoare, Păduri aluvionare cu Alnus glutinosa și Fraxinus excelsior (Alno-Padion, Alnion incanae, Salicion albae), Pajiști boreale și alpine pe substrat silicios, Păduri de Castanea sativa, Tufărișuri cu Pinus mugo și Rhododendron hirsutum (Mugo-Rhododendretum hirsuti), Pajiști uscate europene, Ape stătătoare oligotrofe până la mezotrofe, cu vegetație de Littorelletea uniflorae și/sau de Isoëto-Nanojuncetea, Păduri de stejar sau de stejar și carpen sub-atlantice și medio-europene de Carpinion betuli, Păduri de fag Asperulo-Fagetum, Păduri pe pante, grohotișuri și ravene de Tilio-Acerion, Pajiști alpine și boreale, Pante stâncoase silicioase cu vegetație casmofită, Formațiuni ierboase bogate în specii de Nardus, dezvoltate pe substraturi silicioase în zone montane (și în zone submontane, în Europa continentală), Grohotișuri silicioase de la nivelul montan până la nivelul zăpezii (Androsacetalia alpinae și Galeopsietalia ladani), Fânețe de joasă altitudine (Alopecurus pratensis, Sanguisorba officinalis), Roci stâncoase cu vegetație pionieră de Sedo-Scleranthion sau Sedo albi-Veronicion dillenii, Peșteri inaccesibile publicului.
La baza desemnării sitului se află mai multe specii protejate:
- plante (1): Asplenium adulterinum
- păsări (33): uliu porumbar (Accipiter gentilis), minunița (Aegolius funereus), potârnichea de stâncă (Alectoris graeca saxatilis), fâsă-de-câmp (Anthus campestris), acvilă de munte (Aquila chrysaetos), cocoșul de mesteacăn (Bonasa bonasia), buha (Bubo bubo), caprimulg (Caprimulgus europaeus), șerpar (Circaetus gallicus), erete de stuf (Circus aeruginosus), erete vânăt (Circus cyaneus), gușă vânătă (Cyanecula svecica), Dryobates minor, ciocănitoare neagră (Dryocopus martius), presură de munte (Emberiza cia), Eudromias morinellus, șoim de iarnă (Falco columbarius), șoim călător (Falco peregrinus), ciuvică (Glaucidium passerinum), cocor (Grus grus), zăgan (Gypaetus barbatus), vulturul pleșuv sur (Gyps fulvus), Lagopus muta helvetica, sfrâncioc roșiatic (Lanius collurio), ciocârlie de pădure (Lullula arborea), Lyrurus tetrix tetrix, gaia neagră (Milvus migrans), gaia roșie (Milvus milvus), mierlă albastră (Monticola solitarius), vultur pescar (Pandion haliaetus), viespar (Pernis apivorus), ciocănitoarea verde (Picus viridis), fluturașul de stâncă (Tichodroma muraria)
- mamifere (2): liliac cârn (Barbastella barbastellus), liliac comun (Myotis myotis)
- nevertebrate (6): Austropotamobius pallipes, fluturele auriu (Euphydryas aurinia), Euplagia quadripunctaria, rădașcă (Lucanus cervus), Osmoderma eremita, Rosalia alpina
- pești (2): zglăvoacă (Cottus gobio), Telestes muticellus

Pe lângă speciile protejate, pe teritoriul sitului au mai fost identificate 29 de specii de plante, 22 de specii de păsări, 3 specii de amfibieni, 25 de specii de mamifere, 5 specii de nevertebrate, 9 specii de reptile.